# Mari Mahr
Mari Mahr (Santiago, 1941) es una fotógrafa de nacionalidad húngara-británica. Nació en Santiago, Chile, lugar al que sus padres judíos húngaros emigraron durante la Segunda Guerra Mundial. Después de la guerra, la familia regresó a Budapest . Mahr estudió periodismo debido a su admiración por la película À Bout de Souffle de Jean-Luc Godard. En 1973 se mudó a Londres y continuó sus estudios de fotografía en el Polytechnic of Central London (ahora la Universidad de Westminster). Desde entonces vive y trabaja en Londres.
Mahr ha realizado más de 60 exposiciones en todo el mundo. El British Council produjo retrospectivas de Mahr en sus países de origen Hungría y Chile. Recibió el Premio Fox Talbot del Museo Nacional de Fotografía, Cine y Televisión en 1989. En 1998 se publicó un libro titulado Between Ourselves: The Photographs of Mari Mahr, con contribuciones de Amanda Hopkinson .